# Кобялкі (Мазовецьке воєводство)
Кобялкі (пол. Kobiałki) — село в Польщі, у гміні Вечфня-Косьцельна Млавського повіту Мазовецького воєводства.
Населення — 109 осіб (2011).
У 1975-1998 роках село належало до Цехановського воєводства.

## Демографія
Демографічна структура станом на 31 березня 2011 року:
|          | Загалом | Допрацездатний вік | Працездатний вік | Постпрацездатний вік |
| -------- | ------- | ------------------ | ---------------- | -------------------- |
| Чоловіки | 59      | 26                 | 27               | 6                    |
| Жінки    | 50      | 14                 | 21               | 15                   |
| Разом    | 109     | 40                 | 48               | 21                   |